# Luis Marcoleta
Luis Antonio Marcoleta Yáñez (Antofagasta, Chile, 1 de febrero de 1959) es un exfutbolista y entrenador chileno. Actualmente es el director técnico de Deportes Antofagasta.

## Trayectoria

### Como jugador
Fue formado en Deportes Antofagasta. Luego sería figura en Magallanes, formando parte del histórico equipo de "Los Comandos", llegando a ser goleador del campeonato 1981, y de la Copa Polla Gol 1982, lo cual le valió una transferencia al América de Cali colombiano, donde logró el título de 1983, el único como jugador. En Chile también jugó por Audax Italiano, Deportes Iquique, San Luis, Unión La Calera, Deportes Valdivia, Palestino, Deportes Lozapenco y Huachipato, siendo este su último club como futbolista profesional y logrando el ascenso a Primera División, en 1991, aportando goles importantes y decisivos.
Es el goleador histórico de Deportes Valdivia, con 37 conquistas.

### Como entrenador
Comenzó su carrera en Regional Valdivia. Luego pasó a Deportes Talcahuano, donde consiguió el título de Tercera División y el ascenso a Primera B en 1999.
Tras pasar por las bancas de Deportes Antofagasta, Unión La Calera y Deportes Concepción, recaló en 2004 en Ñublense, de Tercera División. Con este club consiguió dos ascensos en dos años, dejándolo en 2006 en la Primera División.
En 2008 llegó a la banca de Curicó Unido, curiosamente el equipo al que enfrentó y venció en la definición de Tercera de 2004 con Ñublense, donde logró el primer ascenso de este equipo a la división de honor del fútbol chileno. Al año siguiente dirigió al cuadro maulino en Primera División, con malos resultados que terminaron con un descenso a la Primera B. Pese a ello, la dirigencia lo ratificó en su cargo para la temporada 2010, pero los malos resultados de los albirrojos, con seis meses sin ganar de local hicieron que fuera finalmente despedido de su cargo.
Luego de un par de meses de cesantía, es contratado nuevamente por Ñublense de Chillán para salvarlo del descenso. Consigue dicho objetivo y es confirmado en el cargo para la siguiente campaña. Sin embargo, y tras obtener malos resultados, deja su cargo luego de perder por 1-0 ante Palestino durante la decimocuarta fecha del Torneo de Apertura 2011.
En mayo de 2011 se hace cargo de la banca de San Marcos de Arica, equipo con el cual gana el torneo de la Primera B de Chile 2012 y, por consiguiente, el ascenso a la división de honor del fútbol chileno. Tras dos ascensos consecutivos con "Los Bravos del Morro", con un descenso entre ambos, fue contratado por Everton de Viña del Mar para la temporada 2014, experiencia que duró sólo hasta el 28 de octubre, cuando fue despedido por malos resultados.
En 2015, y pensando en el torneo que se acercaba, es contratado nuevamente en Curicó Unido. En la temporada 2015-16 lidera una gran campaña que deja al Curi subcampeón del torneo, cerca del ascenso. Sigue en el cargo para el siguiente campeonato, en el cual sí logra el objetivo, se corona campeón en una excelente campaña, cercana al 70% de rendimiento, un invicto de 20 partidos sin conocer la derrota y repite lo hecho hace nueve años atrás con "La Banda Sangre", haciendo historia en el club que obtuvo sus dos históricos ascensos a Primera División de la mano de Marcoleta.
Con el título de 2017 en Curicó, el "Profe Marcoleta" llegó a siete ascensos en su carrera, convirtiéndose en el DT con más ascensos en la historia del fútbol chileno, y valiéndole el respeto del balompié nacional. En el Torneo de Transición 2017 logró una inédita permanencia, pese a contar con el plantel más humilde, y confirmó la participación del club en la Primera División para 2018. En la siguiente campaña el rendimiento y resultados del equipo fueron irregulares, por lo que decidió renunciar a la banca tortera en junio de 2018.
A los pocos días de dejar Curicó firmó por Deportes La Serena de la Primera B de Chile, equipo con el que alcanzó la clasificación a la liguilla de ascenso. A fines de 2019 fichó como entrenador de Rangers.
En Rangers es recibido con muchas expectativas debido a su trayectoria en la división. Sin embargo, a inicios de 2020 ocurre la pandemia del covid-19, lo que generaría la redefinición del calendario futbolístico, primero con una suspensión del fútbol de forma indefinida. Durante ese periodo, el equipo se dedicaría al entrenamiento a distancia, organizado por Rodrigo Marcoleta. En junio de ese año logran comenzar con los entrenamientos presenciales, y a finales de agosto se lograría finalmente retomar el fútbol. Posterior a la suspensión, el calendario se tornaría sumamente complejo para el equipo, debiendo jugar partidos entre dos y tres partidos por semana. Este periodo se caracterizaría por una importante irregularidad deportiva, donde no se lograría sobrepasar de los dos triunfos seguidos por parte del club "piducano" en toda la temporada. Sin embargo, los resultados alcanzarían para lograr quedar en 3° lugar y, consecuentemente, lograr la primera clasificación a postemporada del equipo desde el campeonato 2015-16, venciendo primeramente a Deportes Temuco, pero quedando eliminado en la segunda fase contra Deportes Melipilla. 
Posterior a este encuentro, y ya con la temporada finalizada para Rangers, vendría un corto periodo de incertidumbre respecto a la continuidad del entrenador en la institución, ya que fuentes periodísticas comentaban que era pretendido por Cobreloa para la temporada venidera. Sin embargo, a inicios de febrero se confirmaría por parte del club "rojinegro" la renovación del técnico Marcoleta por toda la siguiente temporada. En dicha temporada comenzaría con la inesperada salida de varios jugadores que un rendimiento sobresaliente en la temporada 2020, como el delantero Manuel López, quien había sido el segundo goleador del equipo, o Michael Silva, quien había sido el máximo asistidor a pesar de sus largos periodos de lesiones. Esto generaría un clima de inquietud en los hinchas, quienes veían con bajas expectativa cómo se iba desarmando el buen equipo del año previo. La temporada 2021 se caracterizaría por la irregularidad del equipo, teniendo un comienzo prometedor de 4 triunfos en los primeros 6 partidos, pero no logrando pasar de dos triunfos seguidos en toda la primera rueda. El 8 de agosto, y luego de una derrota de Rangers frente a San Marcos de Arica, es denunciado por un relator talquino de haberlo agredido de forma verbal y física en el avión de vuelta a Santiago, luego de haberle consultado respecto a una posible renuncia por malos resultados, situación que el entrenador, apoyado por el club, desmentiría categóricamente al día siguiente. Finalmente, y luego de dos derrotas al hilo frente al penúltimo y al último de la tabla, el 30 de agosto mediante redes sociales Rangers confirma la salida del técnico.
El 10 de septiembre Deportes Valdivia confirma la llegada de Marcoleta.

## Clubes

### Como jugador
| Club                 | País     | Año       |
| -------------------- | -------- | --------- |
| Deportes Antofagasta | Chile    | 1977-1980 |
| Magallanes           | Chile    | 1981-1982 |
| América de Cali      | Colombia | 1983      |
| Audax Italiano       | Chile    | 1984      |
| Deportes Iquique     | Chile    | 1985      |
| Deportes Antofagasta | Chile    | 1986      |
| San Luis             | Chile    | 1987      |
| Unión La Calera      | Chile    | 1987      |
| Deportes Valdivia    | Chile    | 1988-1989 |
| Palestino            | Chile    | 1989      |
| Lozapenco            | Chile    | 1990      |
| Huachipato           | Chile    | 1991      |
| Deportivo Valdivia   | Chile    | 1992      |

### Como entrenador
| Club                      | País  | Año           | PJ  | PG  | PE  | PP  | Rendimiento |
| ------------------------- | ----- | ------------- | --- | --- | --- | --- | ----------- |
| Deportes Las Animas       | Chile | 1994-1995     | 57  | 17  | 14  | 26  | 38.01%      |
| Deportes Talcahuano       | Chile | 1997-1999     | 31  | 24  | 3   | 4   | 80.65%      |
| Universidad de Concepción | Chile | 2000          | 30  | 11  | 5   | 14  | 42.23%      |
| Deportes Antofagasta      | Chile | 2001-2002     | 78  | 35  | 21  | 22  | 53.84%      |
| Unión La Calera           | Chile | 2003          | 36  | 13  | 9   | 14  | 44.44%      |
| Deportes Concepción       | Chile | 2004          | 8   | 6   | 0   | 2   | 75%         |
| Ñublense                  | Chile | 2004-2007     | 142 | 69  | 32  | 41  | 56.1%       |
| Curicó Unido              | Chile | 2008-2010     | 111 | 44  | 30  | 37  | 48.65%      |
| Ñublense                  | Chile | 2010-2011     | 22  | 7   | 4   | 11  | 37.88%      |
| San Marcos de Arica       | Chile | 2012-2014     | 109 | 43  | 35  | 31  | 50.15%      |
| Everton                   | Chile | 2014          | 17  | 8   | 2   | 7   | 50.98%      |
| Curicó Unido              | Chile | 2015-2018     | 104 | 44  | 34  | 26  | 53.21%      |
| Deportes La Serena        | Chile | 2018-2019     | 44  | 16  | 13  | 15  | 46.21%      |
| Rangers                   | Chile | 2020-2021     | 53  | 21  | 17  | 15  | 50.31%      |
| Deportes Valdivia         | Chile | 2021-2023     | 47  | 18  | 9   | 20  | 44.68%      |
| Santiago Morning          | Chile | 2023-2025     | 65  | 19  | 18  | 28  | 38.46%      |
| Deportes Antofagasta      | Chile | 2025-presente | 4   | 2   | 2   | 0   | 66.67%      |
| Total                     | Total | Total         | 958 | 397 | 248 | 313 | 50.07%      |

## Palmarés

### Como jugador

#### Campeonatos nacionales
| Título           | Club            | País     | Año  |
| ---------------- | --------------- | -------- | ---- |
| Primera División | América de Cali | Colombia | 1983 |

### Como entrenador

#### Campeonatos nacionales
| Título           | Club                | País  | Año     |
| ---------------- | ------------------- | ----- | ------- |
| Tercera División | Deportes Talcahuano | Chile | 1999    |
| Tercera División | Ñublense            | Chile | 2004    |
| Primera B        | Curicó Unido        | Chile | 2008    |
| Primera B        | San Marcos de Arica | Chile | 2012    |
| Primera B        | San Marcos de Arica | Chile | 2013-14 |
| Primera B        | Curicó Unido        | Chile | 2016-17 |

### Distinciones individuales
| Distinción                                   | Año  |
| -------------------------------------------- | ---- |
| Goleador de la Copa Chile (8 goles)          | 1982 |
| Goleador de la Primera B de Chile (25 goles) | 1990 |